# 老東勢
老東勢，是臺灣屏東縣內埔鄉的一個傳統地域名稱，位於該鄉西南半部的中央略偏西南。相較於今日行政區，其範圍大致包括上樹村不含西部邊界地帶及北部邊界地帶中至西段、東寧村不含西部邊界地帶北半段、內田村龍頸溪右岸地區、富田村東北部邊界地帶不含最北側一小段。
本地區境內主要聚落為老東勢、上樹山、新屋下，設有東寧國小。

## 歷史
台灣日治初期，老東勢地區為一街庄，稱為「老東勢庄」（舊制街庄），隸屬於港西下里。該庄昔日西邊北段及北邊與新北勢庄為鄰，東邊北段與新東勢庄為鄰，東邊南段及東南邊與內埔庄為鄰，南邊東段為忠心崙庄，南邊西段及西邊南段為老北勢庄。
1901年（日治明治三十四年）11月11日，全台廢縣廳改設二十廳，該庄隸屬於阿猴廳。1904年（明治三十七年）4月15日，該庄編入「新東勢區」，隸屬於阿猴廳。1905年（明治三十八年）4月1日，阿猴廳改稱「阿緱廳」。1909年（明治四十二年）10月25日，全台合併二十廳為十二廳，新東勢區仍隸屬於阿緱廳。1920年（大正九年）10月1日，全台地方制度大改正，廢十二廳改設五州二廳，該庄改制為「老東勢」大字，隸屬於高雄州潮州郡內埔庄（新制街庄）。
戰後內埔庄改制為內埔鄉，隸屬於高雄縣，大字亦改制為村。1950年（民國39年）10月1日，高、屏分治，內埔鄉改隸屬於屏東縣。
相較於今日行政區，本地區的範圍大致包括上勢村不含西部邊界地帶及北部邊界地帶中至西段、東寧村不含西部邊界地帶北半段、內田村龍頸溪右岸地區、富田村東北部邊界地帶不含最北側一小段。

## 聚落
本地區發展較早的聚落為老東勢、上樹山，在日治初期的官方地圖上已有記載。此外，本地區尚有新屋下聚落。

## 交通
省道台1線又稱「縱貫公路」，是臺北至楓港的傳統平面幹道，經過本地區西部及南部。由該道路北行可前往內埔鄉/竹田鄉交界地帶、竹田鄉/麟洛鄉交界地帶、麟洛鄉、屏東市、高雄市大寮區等地，南行可前往竹田鄉東南部、萬巒鄉西南端、潮州鎮、新埤鄉等地。
縣道187甲線是龍泉至下蚶堤防的道路，經過本地區的上樹山聚落東側、老東勢聚落。由該道路東北行可前往老埤地區，並止於縣道187號路口；西南行可前往內埔鄉內埔市區、內埔鄉/竹田鄉交界地帶、竹田鄉、萬丹鄉，並止於縣道189甲線路口。
鄉道屏48線是社皮至內埔的道路，其東側端點（終點）位於本地區東南部、老東勢聚落的縣道187甲線路口。
鄉道屏86線是新北勢至番仔埔的道路，經過本地區北端。該道路在本地區有部分路段與鄉道屏91線共線。
鄉道屏91線是建興至內埔的道路，其南側端點（終點）位於本地區東南部、老東勢聚落的縣道187甲線路口，由此向西北轉東北再轉北蜿蜒而行，會經過本地區的上樹山聚落。該道路在本地區有部分路段與鄉道屏86線共線。

## 學校
- 東寧國小